# Václavský hrad
Václavský hrad (též Wenzelburg, Winzelburg či Winselburg) stával v Chebu na levém břehu Ohře, nedaleko chebského hradu.

## Historie
Roku 1285 se na chebském hradě konala svatba českého krále Václava II. s Gutou Habsburskou, dcerou Rudolfa I. Habsburského. Václav II. pak Cheb v letech 1291–1305 spravoval jako věno své manželky. Jelikož město pro něj mělo velký význam, nechal naproti císařské falci (dnešní hrad) vystavět Nový hrad, nazývaný Václavský, který se měl stát oporou moci krále na Chebsku. Se starým hradem jej spojoval most.
První zpráva o Václavském hradě pochází až z roku 1393. Tehdy se kvůli mostu mezi oběma hrady dostali do sporu purkrabí Ctimír ze Sedlce a město Cheb. Král Václav IV., který byl ve sporu arbitrem, odvolal purkrabího a hrad nechal zbořit. Moc krále tak byla na Chebsku oslabena a de facto zde rozhodovalo město. To se ukázalo být pro hrad katastrofou. Postupně totiž ztrácel na významu a chátral. V roce 1542 je v Bruschiově popisu Chebu uváděn jako pustý. Hradu neprospělo ani obležení Švédy v červenci 1647, ani barokní výstavba citadely po skončení třicetileté války. K další likvidaci došlo v letech 1814–1821 křížovnickou komendou. V roce 1835 sice ještě přízemí bývalé hradní věže sloužilo jako rozhledna, nicméně i ty poslední zbytky byly zničeny ve 2. polovině 19. století kamenolomem.